# Tir als Jocs Olímpics d'estiu de 1964
Als Jocs Olímpics d'Estiu de 1964 celebrats a la ciutat de Tòquio (Japó) es disputaren sis proves de tir olímpic, totes elles en categoria masculina. Les proves es realitzaren entre els dies 15 i 17 d'octubre de 1964 a les instal·lacions de tir d'Asaka i Tokorozawa.
Hi participaren un total de 262 tiradors de 51 comitès nacionals diferents.

## Resum de medalles
| Prova                                     | Or               | Argent             | Bronze              |
| Pistola ràpida 25 metres Detalls          | Pentti Linnosvuo | Ion Tripsa         | Lubomír Nácovský    |
| Pistola lliure 50 metres Detalls          | Vaino Markkanen  | Franklin Green     | Yoshihisa Yoshikawa |
| Rifle en posició estesa 50 metres Detalls | Laszlo Hammerl   | Lones Wigger       | Tommy Pool          |
| Rifle en 3 posicions 50 metres Detalls    | Lones Wigger     | Velitchko Hristov  | Laszlo Hammerl      |
| Rifle en 3 posicions 300 metres Detalls   | Gary Anderson    | Shota Kveliashvili | Martin Gunnarsson   |
| Fossa Olímpica Detalls                    | Ennio Mattarelli | Pavel Senichev     | William Morris      |

## Medaller
| Posició | País           | Or | Argent | Bronze | Total |
| 1       | Estats Units   | 2  | 2      | 3      | 7     |
| 2       | Finlàndia      | 2  | 0      | 0      | 2     |
| 3       | Hongria        | 1  | 0      | 1      | 2     |
| 4       | Itàlia         | 1  | 0      | 0      | 1     |
| 5       | Unió Soviètica | 0  | 2      | 0      | 2     |
| 6       | Bulgària       | 0  | 1      | 0      | 1     |
| 6       | Romania        | 0  | 1      | 0      | 1     |
| 8       | Japó           | 0  | 0      | 1      | 1     |
| 8       | Txecoslovàquia | 0  | 0      | 1      | 1     |